# Antti Hyvärinen
Antti Hyvärinen (n. 21 iunie 1932, Rovaniemi, Oulu, Finlanda – d. 13 ianuarie 2000, Bad Nauheim, Hessa, Germania) a fost un săritor cu schiurile ce a reprezentat Finlanda, medaliat olimpic. A participat la o ediție a Jocurilor Olimpice (1956) în care a câștigat o medalie de aur.

## Participări
Lista de mai jos prezintă principalele competiții la care a participat Antti Hyvärinen de-a lungul carierei.
- Salto con gli sci ai VII Giochi olimpici invernali[*]